# جوزيف رويجاسيرا
جوزيف رويجاسيرا (21 مارس 1935 - 4 مارس 2016) سياسي ودبلوماسي تنزاني. رويجاسيرا عضو سابق في الجمعية الوطنية لدائرة نكنجي، شغل منصب وزير الخارجية من 1993 إلى 1995. كما شغل الحقائب الحكومية لوزير التجارة والصناعة ووزير العمل وتنمية الشباب في أوقات مختلفة خلال مسيرته السياسية. كما عمل كمفوض إقليمي لدار السلام في وقت واحد.
عمل رويجاسيرا كسفير تنزانيا في زامبيا المجاورة.
توفي رويجاسيرا في مستشفى موهمبيلي الوطني في دار السلام عاصمة تنزانيا في 4 مارس 2016، عن عمر يناهز 81 عامًا. تم دفنه في قريته بوغومبي كانيغو، منطقة ميسيني بولاية كاجيرا في 8 مارس 2016.